# Xylophagidae (weekdier)
Xylophagidae zijn een familie van tweekleppigen uit de orde Myida.

## Taxonomie
De volgende geslachten zijn bij de familie ingedeeld:
- Xylophaga Turton, 1822
- Xylopholas Turner, 1972
- Xyloredo Turner, 1972